# Белые ирландские пьяницы
«Белые ирландские пьяницы» (англ. White Irish Drinkers) — американский фильм-драма, снятый Джоном Греем в 2010 году. В ролях Ник Тёрстон и Джеффри Уигдор. Премьера фильма состоялась на Кинофестивале в Торонто в 2010 году.
Теглайн фильма: Blood is thicker than Brooklyn.

## Сюжет
Бруклин, 1975 год. Два брата ищут выход из их района рабочего класса, собираясь ограбить местный театр в ночь концерта Rolling Stones.

## В ролях
| Актёр            | Роль           |
| ---------------- | -------------- |
| Ник Тёрстон      | Брайан Лири    |
| Риган Мизрахи    | молодой Брайан |
| Джеффри Уигдор   | Дэнни Лири     |
| Энтони Аморим    | молодой Дэнни  |
| Стивен Лэнг      | Патрик Лири    |
| Карен Аллен      | Маргарет Лири  |
| Питер Ригерт     | Уитни          |
| Закари Бут       | Тодд Маккей    |
| Лесли Мёрфи      | Шона           |
| Робби Саблетт    | Рэй            |
| Майкл Дрэйер     | Дэннис         |
| Генри Жебровский | Джерри         |
| Кен Дженнингс    | Джимми Чикс    |
| Лиззи Грант      | Дайан          |

## Награды и номинации
Woodstock Film Festival, 2010 год
- Награда - Приз зрительских симпатий - лучший полнометражный фильм (Джон Грей)
- Номинация - Приз жюри - лучший полнометражный фильм (Джон Грей)

Gotham Awards, 2010 год
- Номинация - Приз зрительских симпатий (Джон Грей, Пол Ф. Бернард, Мелисса Джо Пелтье, Джеймс Скура)

Gotham Awards, 2011 год
- Награда - Лучший драматический фильм (Джон Грей, Пол Ф. Бернард, Мелисса Джо Пелтье, Джеймс Скура, )